# Sittande flicka

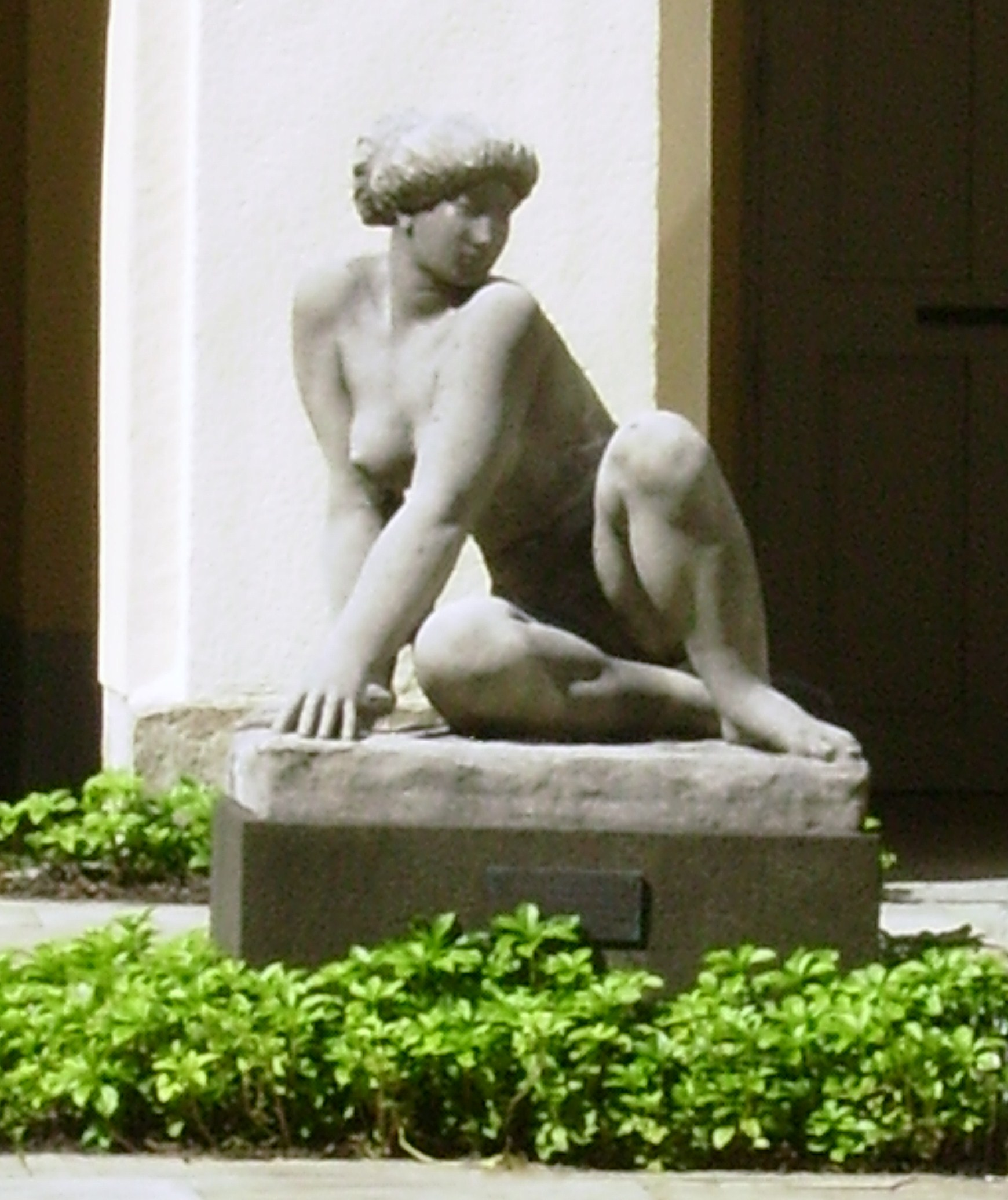
Sittande flicka

Sittande flicka är en staty i Göteborg inne på Rådhusets gård vid Gustaf Adolfs Torg.
Statyn är utförd av Gerhard Henning 1936. Den skänktes som gåva till Göteborgs rådhusrätt av fru Conny Colliander med söner. 
Henning var outbildad som skulptör, och nästan alla hans motiv rör sig om unga nakna flickor. Sittande flicka i Göteborg är en naken frodig ung kvinna med markerade bröst och sköte.